# Клеф (Мен и Лоара)
Клеф (фр. Clefs) насеље је и општина у западној Француској у региону Лоара, у департману Мен и Лоара која припада префектури Сомир.
По подацима из 2011. године у општини је живело 1314 становника, а густина насељености је износила 50,69 становника/km². Општина се простире на површини од 25,92 km². Налази се на средњој надморској висини од 60 метара (максималној 97 m, а минималној 30 m).

## Демографија
| 1962. | 1968. | 1975. | 1982. | 1990. | 1999. | 2011. |
| ----- | ----- | ----- | ----- | ----- | ----- | ----- |
| 803   | 806   | 836   | 894   | 801   | 869   | 1.314 |

График промене броја становника у току последњих година